# Марі Фіш
Марі Фіш (англ. Maree Fish, 23 січня 1963) — австралійська хокеїстка на траві.
Олімпійська чемпіонка 1988 року.